# Tomaspisinella pseudoripuaris
Tomaspisinella pseudoripuaris är en insektsart som beskrevs av Victor Lallemand 1939. Tomaspisinella pseudoripuaris ingår i släktet Tomaspisinella och familjen spottstritar. Inga underarter finns listade i Catalogue of Life.